# فرانس دي فال
فرانسيس برناردوس ماريا «فرانس» دي فال (29 أكتوبر 1948 - 14 مارس 2024) (بالهولندية: Franciscus Bernardus Maria "Frans" de Waal) عالم هولندي متخصص في الرئيسيات وعلم السلوك الحيواني.
كان يعمل أستاذا لعلم سلوك الرئيسيات، في قسم علم النفس بجامعة إيموري في أتلانتا.
قضى فترة طويلة في دراسة صفات وخصائص الحيوانات المختلفة، وتحديداً أنواع القرود العليا. فقد استطاع أن يدرس ويثبت أن الحيوانات حساسة أكثر مما نعتقد، وهذا ما أثبته في كتابه (هل نحن أذكياء كفاية لنعرف كم أن الحيوانات ذكية؟).

## روابط خارجية
- فرانس دي فال على موقع مونزينجر (الألمانية)